# Чёрная вдова (фильм, 1954)
«Чёрная вдова» (англ. Black Widow) — детективный фильм с элементами нуара, вышедший на экраны в 1954 году. Автором сценария, продюсером и режиссёром фильма является Наннэлли Джонсон.
Действие картины происходит в театральных кругах Нью-Йорка, где попавший под подозрение известный бродвейский продюсер вынужден самостоятельно доказывать свою невиновность в убийстве приехавшей из провинции молодой писательницы.
Фильм относится к субжанру «бродвейского нуара», действие которых разворачивается в театральной среде Нью-Йорка. К этому субжанру в разной степени относятся также такие картины, как «Повторное исполнение» (1947), «Двойная жизнь» (1947), «Прикосновение бархата» (1948), «Всё о Еве» (1950) и «Внезапный страх» (1952).
Эта картина является одним из немногих фильмов нуар, снятых на цветную киноплёнку, наряду с такими картинами, как «Бог ей судья» (1945), «Ярость пустыни» (1947), «Ниагара» (1953), «Жестокая суббота» (1955), «Дом из бамбука» (1955), «Оттенок алого» (1956), «Поцелуй перед смертью» (1956) и немногие другие.

## Сюжет
6 июня признанный бродвейский продюсер Питер Денвер (Ван Хефлин) провожает в аэропорту свою жену, известную актрису Айрис Денвер (Джин Тирни), которая уезжает навестить свою заболевшую мать. Айрис напоминает ему, что он должен сходить на вечеринку, которую даёт звезда его нынешнего шоу Карлотта «Лотти» Марин (Джинджер Роджерс). Однако Питеру не хочется идти, так как он не испытывает никакой симпатии к властной, эгоистичной и бескомпромиссной Лотти.
Лотти и её муж Брайан Маллен (Реджинальд Гардинер) живут несколькими этажами выше в том же шикарном многоэтажном здании с видом на Центральный парк в Нью-Йорке, что и Денверы. В конце концов, Питер приходит на вечеринку, где знакомится с одиноко стоящей на балконе, тоскующей 20-летней девушкой Нэнси «Нэнни» Ордуэй (Пегги Энн Гарнер), которая недавно приехала в Нью-Йорк из южного городка Саванна, штат Джорджия, и хочет стать писательницей. Она ни с кем не знакома среди гостей и не говорит, как попала на вечеринку. Желая поскорее уйти, Питер приглашает Нэнни просто поужинать с ним в городе. Вернувшись домой, Питер рассказывает Айрис по телефону, что познакомился с молодой женщиной, и Айрис в шутку предполагает, что она наверняка попросит Питера найти ей работу в театре.
…Тремя месяцами ранее, 6 марта, Нэнни приехала в Нью-Йорк к своему дяде, актёру Гордону Лингу (Отто Крюгер), который играет в одной из постановок Питера. Неделю спустя Нэнни устраивается официанткой в богемное кафе «Сильвия» в Гринвич-Виллидж. Там она знакомится с молодой успешной художницей Клэр Эмберли (Вирджиния Лит) и её братом-студентом Джоном. Нэнни удаётся их очаровать настолько, что они приглашают девушку пожить в их квартире. Джон влюбляется в Нэнни, и они начинают встречаться. Однажды, в начале мая, Нэнни приходит в театр к своему дяде, но не застаёт его на работе. В дверях театра Нэнни сталкивается с Брайаном Малленом, представляющимся как муж знаменитой актрисы. Своей иронией и сарказмом он очаровывает Нэнни.
….Через десять дней после знакомства с Питером на вечеринке, Нэнни звонит ему в офис, и он снова приглашает её на ужин. Затем Питер приглашает Нэнни к себе в гости. Зайдя в квартиру Питера, Нэнни в восторге говорит, что хочет стать известным писателем, намекая, что ей работалось бы намного лучше в таких чудесных условиях, как эта квартира. Добрый по натуре Питер предлагает Нэнни работать в своей квартире в дневное время, когда его нет дома. Нэнни быстро осваивается в его доме, чувствуя себя весьма вольготно.
Две недели спустя Питер встречает Айрис в аэропорту, и они вместе приезжают домой. Услышав в квартире музыку, Айрис думает, что Нэнни ещё не ушла, и осматривает квартиру. Зайдя в спальню, Айрис с ужасом обнаруживает повешенное тело Нэнни. Расследование смерти Нэнни поручают полицейскому детективу, лейтенанту Брюсу (Джордж Рафт). Первым делом Брюс беседует с Питером, который откровенно рассказывает о своих отношениях с Нэнни, утверждая, что он не испытывал к ней никаких других чувств, кроме симпатии и желания помочь. Питер утверждает, что у них не было никакого романа, и он не имеет никакого представления о причинах самоубийства Нэнни. Брюс показывает найденный им в доме рисунок Нэнни с цитатой из её любимой оперы «Саломея». Питер отвечает, что Нэнни время от времени присылала ему свои шутливые рисунки, но никак не может связать их с убийством. В этот момент в квартиру врывается Лотти в сопровождении Брайана, и обращаясь к Брюсу, намеренно громко говорит, что у него нет никаких оснований подозревать, что у Питера мог быть роман с Нэнни, что на самом деле только усиливает подозрения детектива в возможности такого романа. Тем не менее, Айрис утверждает, что у неё нет никаких сомнений в верности своего мужа.
На следующий день в кабинете Брюса Питер встречается с Клер, сильно расстроенной смертью Нэнни. Клэр утверждает, что Питер виновен в самоубийстве Нэнни. Она говорит, что Нэнни рассказывала ей о том, что она и Питер любят друг друга. Когда Питер пытается возразить, что между ними ничего не было, Клэр утверждает, что Нэнни даже отвергла предложение Джона выйти за него замуж по причине своего романа с Питером. Клэр не желает продолжать разговор с Питером и уходит. Вернувшись домой, Питер видит, как Лотти беседует с Айрис, намекая ей на то, что у Питера была связь с Нэнни. Возмущённый её словами, Питер просит Лотти прекратить подобные разговоры и не вмешиваться в их семейные дела. После этого Лотти уходит, говоря, что отказывается играть в постановке Питера, что приведёт к её неминуемому краху. В дверях квартиры Питер встречает Брайана, который говорит ему, что вскрытие показало, что Нэнни была беременна. Оставшись вдвоём с Питером, Айрис начинает разбирать почту и находит письмо, адресованное ей от имени Нэнни. В этом письме девушка пишет, что они с Питером любят друг друга. После этого Айрис уходит в свою комнату, говоря мужу, что им, наверное, стоит пожить некоторое время отдельно.
Вскоре лейтенант Брюс под благовидным предлогом заходит в квартиру Лотти и Брайана и находит на столике листок бумаги, на котором Лотти писала слова различным почерком. Брюс забирает листок с собой. Брюс сообщает Брайану (Лотти нет дома), что Нэнни была задушена, а лишь затем повешена для имитации самоубийства. После ухода Брюса, Брайан звонит Питеру на работу, чтобы сказать ему об этом и предупредить, что его могут арестовать. Перед самым появлением полиции Питер сбегает из своего офиса и решает самостоятельно докопаться до истины. Он направляется к Клэр, которая сначала отказывается с ним разговаривать, считая его виновником смерти Нэнни. Однако оказавшись в безвыходном положении, Питер меняет свою обычную расслабленную доброжелательность на жёсткость и силой заставляет Клэр сказать, что Нэнни никогда не называла имени женатого человека, с которым у неё был роман, и что она впервые заговорила о нём 2 июня, то есть за 4 дня до её знакомства с Питером.
Затем Питер направляется в кафе «Сильвия», где находит официантку, которая работала вместе с Нэнни и, в отличие от других, невысокого мнения о её моральных качествах. Официантка рассказывает о том, что после приезда в Нью-Йорк Нэнни первое время жила у своего дяди Гордона. Питер приходит к Гордону, который сообщает ему, что знал о том, что у Нэнни был роман, поскольку она несколько раз использовала его квартиру для свиданий. По словам Гордона, Нэнни была влюблена в этого мужчину, хотя всё, что она про него говорила, это то, что он был женат на знаменитой женщине. Исходя из этого, Гордон предполагал, что этим мужчиной был Питер, хотя теперь понимает, что это не так. После ухода Питера к Гордону приходят детективы Брюса, которые следуют по стопам продюсера.
Вечером Питер тайком проникает в свою квартиру, и с облегчением видит там Айрис, которая говорит, что не верит в то, что Питер мог изменить ей и убить человека, и потому вернулась домой. Питер говорит Айрис, что у него есть доказательство того, что не он был любовником Нэнни, так как познакомился с ней только 6 июня в то время, как она рассказывала о своём романе подруге ещё 2 июня. Питер подозревает, что любовником Нэнни был Брайан (поскольку именно он женат на знаменитой женщине), и просит Айрис выманить Лотти под благовидным предлогом в город, чтобы он мог побеседовать с Брайаном наедине. После ухода Айрис Питер поднимается в квартиру Брайана для разговора. Брайан сознаётся Питеру, что у него были отношения с Нэнни. Он говорит, что завёл этот роман, потому что устал постоянно находиться в тени Лотти, и мечтал о том, чтобы кто-то обратил на него внимание и полюбил его. Затем Брайан сообщает, что в день своей смерти Нэнни рассказала ему о своей беременности и о своих планах на будущее. С помощью угрозы придать огласке свою беременность она рассчитывала шантажировать Питера и получить от него достаточную денежную компенсацию, которая позволила бы ей выйти замуж за Брайана. Брайан пришёл в ужас от такого коварства со стороны Нэнни, поняв, что она совсем не та милая девушка, за которую себя выдаёт. Поначалу он отказался иметь с ней дело, но тогда она пригрозила, что объявит о том, что это он является отцом ребёнка, что разрушит его нынешний брак. В итоге Брайан уступил ей.
Неожиданно домой возвращается Лотти, которая догадалась, что Айрис умышленно увела её в город, чтобы Питер смог остаться с Брайаном наедине. Вскоре появляется и Брюс, который, как выясняется, ранее установил в квартире микрофон и слышал весь разговор. Брюс первоначально обвиняет Брайана в убийстве, но тот утверждает, что он не убивал Нэнни, и думал, что это сделал Питер из-за того, что Нэнни стала его шантажировать. Лотти утверждает, что в день убийства она пришла домой раньше обычного и случайно услышала разговор Брайана и Нэнни, из которого узнала всё об их отношениях. Тем временем Брюс подтверждает алиби Питера на время смерти Нэнни, после чего предлагает собственную версию убийства:
Вернувшись домой, Лотти подслушала телефонный разговор Брайана и Нэнни, после чего спустилась в квартиру Денверов для выяснения отношений с Нэнни. Лотти потребовала, чтобы Нэнни немедленно убиралась из Нью-Йорка, но когда девушка стала спорить и утверждать, что Брайан её ненавидит, Лотти в ярости набросилась на Нэнни и задушила её. Затем она повесила труп девушки, имитировав таким образом самоубийство. В подтверждение своей версии Брюс говорит, что эксперты установили, что взятый им листок с каракулями Лотти и «предсмертный рисунок» Нэнни были выполнены одной рукой и одной и той же ручкой.
После этого Айрис спрашивает у Питера, что теперь будет с Лотти, на что Питер отвечает, что Лотти — великая актриса и наверняка убедит присяжных в том, что она невиновна.

## В ролях
- Ван Хефлин — Питер Денвер
- Джинджер Роджерс — Карлотта «Лотти» Марин
- Джин Тирни — Айрис Денвер
- Джордж Рафт — детектив, лейтенант Брюс
- Пегги Энн Гарнер — Нэнси «Нэнни» Ордуэй
- Реджинальд Гардинер — Брайан Маллен
- Вирджиния Лит — Клэр Эмберли
- Отто Крюгер — Гордон Линг
- Скип Хомейер — Джон Эмберли
- Фрэнк Уилкокс — Зэкари Пейдж (в титрах не указан)

## Создатели фильма и исполнители главных ролей
Наннэлли Джонсон более всего известен в Голливуде как сценарист и продюсер. К числу его наиболее известных работ в качестве сценариста относятся социальные драмы «Гроздья гнева» (1940) Джона Форда и «Южанин» (1945) Жана Ренуара. Он также был сценаристом и продюсером фильмов нуар «Женщина в окне» (1944) Фрица Ланга и «Тёмное зеркало» (1946) Роберта Сиодмака, а также продюсировал вестерн Генри Кинга «Стрелок» (1950). В 1950-е годы Джонсон обратился к более лёгкому жанру, выступив в качестве продюсера и сценариста двух фильмов Жана Негулеско — мелодрамы «Телефонный звонок от незнакомца» (1952) и комедии «Как выйти замуж за миллионера» (1953). Наиболее удачной работой Джонсона в качестве режиссёра стала психиатрическая драма «Три лица Евы» (1957), где он также выступил в качестве сценариста и продюсера. Последней крупной работой Джонсона в кино стал сценарий военной драмы Роберта Олдрича «Грязная дюжина» (1967).
Исполнивший главную мужскую роль в картине Ван Хефлин создал себе крепкую репутацию нуарового актёра, после того, как был номинирован на Оскар за роль второго плана в гангстерской драме «Джонни Игер» (1943). Впоследствии Хефлин сыграл заметные роли в таких фильмах нуар, как «Странная любовь Марты Айверс» (1946), «Одержимая» (1947), «Акт насилия» (1948) Фреда Циннемана, «Вор» (1951) Джозефа Лоузи. В 1950-е годы свои наиболее памятные роли Хефлин сыграл в известных вестернах «Шейн» (1953) и «В 3:10 на Юму» (1957).
Джин Тирни добилась первого крупного успеха в своей кинокарьере, исполнив главную роль в лирической комедии Эрнста Любича «Небеса могут подождать» (1943). Во время работы над фильмом она забеременела, и в этот момент заразилась краснухой. В результате этого её дочь родилась глухой, частично слепой и с серьёзным отставанием в умственном развитии. В итоге большую часть жизни девочка провела в специализированных медицинских учреждениях. «Чувство вины и горе надолго лишили Тирни душевного покоя, но она никогда не утрачивала способности к игре в мрачных нуарах, таких как „Лора“ (1944) Отто Премингера и „Ночь и город“ (1950) Жюля Дассена». Другими наиболее заметными её работами этого периода стали нуаровая мелодрама «Бог ей судья» (1945), которая принесла ей номинацию на «Оскар» за лучшую женскую роль, драма по роману Сомерсета Моэма «На краю лезвия» (1946) и фэнтези-мелодрама «Призрак и миссис Мьюр» (1947), а также фильмы нуар Премингера «Водоворот» (1949) и «Там, где кончается тротуар» (1950).
Об этом периоде своей жизни Тирни говорила: «Пока я играла кого-то другого, всё было в порядке». «Даже на грани срыва, который фактически положил конец её карьере, она снова сильно показала себя в „Чёрной вдове“ (1954)». Во время работы над фильмом Тирни испытывала ужасное внутреннее психическое напряжение. «Мне было нехорошо, и мой мозг находил уловки», вспоминала она в своей автобиографии. В то время, как другие актёры запомнили её благородство и изящество на съёмочной площадке, у неё были проблемы с запоминанием текста и узнаванием окружающих. По ночам её мучили видения больной дочери, и того, как она бродит по дому в её поисках. «Я держалась лишь благодаря силе привычки», писала она. Она смогла обмануть своих партнёров на этот раз, но не смогла обмануть Хамфри Богарта, когда их пригласили сыграть в мелодраме «Левая рука Бога» (1955) год спустя. Поскольку сестра Богарта также страдала от депрессии, он прекрасно понимал тяжёлое психическое состояние Тирни и пытался предупредить об этом студию. После этого фильма Тирни не снималась в течение семи лет. Подавленное состояние после распада брака с Олегом Кассини, рождение умственно отсталой дочери и серия неудачных любовных романов привели к тому, что в 1957 году Тирни легла в психиатрическую клинику с диагнозом депрессия, после того как полиции удалось уговорить её спуститься с оконного выступа. Она выписалась из клиники год спустя. На экран она вернулась в 1962 году, сыграв роль второго плана в политическом триллере Отто Премингера «Совет и согласие», её игра была столь же хороша, как и ранее, однако уже не было особого спроса на её услуги. После этого фильма она работала только от случая к случаю вплоть до 1980 года, сыграв несколько незначительных ролей.
В то время как Тирни выдала в этом фильме то хладнокровное мастерство, которого от неё и ожидали её поклонники, Джинджер Роджерс предложила публике нечто новое. Роджерс прославилась как партнёрша Фреда Астера в таких успешных музыкально-танцевальных комедиях, как «Весёлый развод» (1934), «Цилиндр» (1935), «Время свинга» (1936) и «Потанцуем?» (1937). Незадолго до этого фильма «она повесила на гвоздь свои танцевальные туфли и перебралась на „Фокс“, надеясь доказать, что она была чем-то большим, чем только танцовщицей». Она сыграла в памятных комедийных ролях в фильмах «Рокси Харт» (1942, сценарист и продюсер фильма — Наннэлли Джонсон), «Лодка мечты» (1952) и «Мартышкин труд» (1952). Генеральный продюсер студии Дэррил Занук почувствовал, что Роджерс сможет себя проявить с наилучшей стороны и в «Чёрной вдове». (Несмотря на свою солнечную репутацию, созданную работами в жанре музыкальной комедии, Роджерс была сильной личностью с железной волей, что и позволяло ей удерживаться в паре с перфекционистом Фредом Астером). Занук позвонил Роджерс и предложил ей роль в «Чёрной вдове», начав разговор словами: «Джинджер, это прямая противоположность тем милым леди, которых ты обычно играешь», закончив разговор словами: «Я настаиваю на том, чтобы ты это сделала!» Роджерс поверила Зануку, поскольку их связывала многолетняя дружба с 1933 года, когда он настоял на включении её весёлого вокального номера в популярный музыкальный фильм «Золотоискатели 1933 года», что положило начало её успешной кинокарьере.

## Оценка фильма критикой
В целом фильм получил весьма сдержанные оценки критики, даже несмотря на то, что в фильме задействован высококлассный состав исполнителей. После выхода фильма на экраны кинокритик Босли Кроутер написал в газете «Нью-Йорк таймс», что «это обычный детектив с поиском убийцы, который растянут в размерах (он снят на широкоформатную плёнку), выполнен в (ярких цветах) „Синемаскоп“ и сыгран модным составом актёров с тем, чтобы выглядеть более значимым, чем он есть на самом деле». Современный критик Деннис Шварц также придерживается мнения, что это «обычный детектив с угадыванием убийцы, однако с претензиями на статус классного триллера благодаря первоклассному актёрскому составу и изысканному месту действия на Бродвее». Однако, резюмирует Шварц, по сути «это криминальная драма уровня категории В, и она лучше смотрелась бы как недорогой фильм после исключения из неё некоторых пустых сцен».
Хэл Эриксон отмечает, что «несмотря на свою сияющую цветную съёмку, „Чёрная вдова“ — это в своей основе фильм нуар». Крейг Батлер называет фильм «увлекательным, но бьющим чуть-чуть мимо цели детективом с убийством», продолжая, что «элементы картины не складываются в классический нуар, но это весьма достойная малая работа». Критик Вайолет ЛеВойт также называет картину «пропитанным нуаровым духом детективом с поиском убийцы, снятым на цветную плёнку „Синемаскоп“». По словам ЛеВойт, фильм «пробуждает дух паука, пожирающего своего партнёра», в «назидательной истории бродвейского продюсера (Ван Хефлин), который связывается не с той женщиной — не со своей элегантной женой (Тирни), а с похожей на мышонка, непритязательной девушкой Нэнси (Пегги Энн Гарнер, бывшая актриса-ребёнок, которая стала переходить на взрослые роли)».
Босли Кроутер считает, что «в плане интриги фильм умеренный», актёры очень «сильно переигрывают», а создатели фильма слишком стараются «скрыть тайны, очень простые для любого любителя детективов». Он также пишет, что «нельзя не отметить, что предполагаемый любовный роман, вероятно, всего лишь шутка. По крайней мере, такое впечатление создаётся, когда смотришь на задавленного (женой немолодого) парня, который играет любовника». Кроутер отмечает, что Джонсон «использовал много актёров, чтобы сплести довольно непрочную паутину косвенных улик для обвинения в убийстве против невинного человека, который целый час из 90 минут фильма пытается вырваться из своего тяжёлого положения». По мнению Кроутера, как «в подборе актёров, так и в сценарии мистер Джонсон явно перестарался» и оторвался от реальности. И нет смысла критиковать актёров, когда «мистер Джонсон написал, поставил и спродюсировал фильм. Он и отвечает за тот факт, что „Чёрная вдова“ жалит, мягко говоря, слабо».
Позитивно оценивший картину журнал «Variety» отмечает, что фильм начинается «немного медленно, пока разворачивается сюжетная основа, но когда дело, наконец, доходит до убийства, он крепко и неумолимо овладевает вниманием публики». Далее журнал отмечает, что благодаря Джонсону фильм «разыгрывается убедительно и содержит несколько крепких напряжённых моментов. Публика удерживается в достаточной степени незнания в отношении того, кто является убийцей на самом деле… Музыка приятно подчёркивает драматические моменты, а операторской работе Чарльза Г. Кларка удаётся достичь должного донесения материала, несмотря на широкий формат экрана».
Отметив, что в основу фильма положен «отличный триллер Патрика Квентина», «TimeOut» наоборот считает, что фильм «начинается многообещающе, когда признанный бродвейский продюсер в исполнении Хефлина… беспомощно попадает в тупиковую ситуацию, когда (вампирически амбициозная) девушка практически захватывает его квартиру под тем предлогом, что обстановка способствует её вдохновению». Но в дальнейшем «фильм деградирует до уровня рутинного детектива с вычислением убийцы». Деннис Шварц также считает, что «после быстрого начала, которое даёт нам заманчивый документальный взгляд на бродвейскую театральную среду, отвратительное убийство переводит картину на путь процедурного полицейского расследования и лишает его энергии», заканчивая свой анализ следующими словами: «Эта неубедительная история написана равнодушно, поставлена в вялом темпе и переиграна назойливой игрой как Джинджер Роджерс, так и Пегги Энн Гарнер».
Крейг Батлер пишет, что картина «заигрывает со многими характерными чертами фильма нуар, но полностью не отдаётся им, и хотя операторская работа часто великолепна (со множеством шикарных панорам Нью-Йорка), шикарный Текниколор ощущается неуместным в этих обстоятельствах — всё очень красиво, тогда как требуется немного жёсткости. Кроме того, „Вдова“ ведёт не очень честную игру: фрагменты информации скрываются от зрителя слишком долго, а сам детективный сюжет представляется временами немного натянутым». При этом Батлер отмечает, что у фильма есть немало достоинств: «Наннэлли Джонсон предложил немало чудесных реплик, фильм движется в приятном, твёрдом темпе, и содержит достаточно приятных моментов, чтобы большинство зрителей не заметили его недостатки».
Игра актёров была воспринята критиками неоднозначно. Так, журнал «TimeOut» написал, что картина "заслуживает просмотра благодаря своему отличному актёрскому составу, за исключением Рафта (скучный, как никогда, в роли ведущего расследование копа) и Роджерс (неожиданно переигрывающая в качестве стервозной актрисы). Батлер также считает, что «большинство актёров играет очень крепко за исключением Джорджа Рафта, который, к сожалению, не на своём месте».
Большинство критиков положительно оценило игру Вана Хефлина, Батлер даже отметил, что он «играет роль обведённого округ пальца героя идеально»
Кроутер резко негативно оценил игру Роджерс, написав: «И, наконец, резкий и вульгарный персонаж, которого играет Джинджер Роджерс — бродвейская актриса с ядовитым язычком — посредственно написан и сыгран. От публики потребуются немалые усилия, чтобы поверить в то, что актриса способна продемонстрировать на экране что-либо помимо своих нарядов». Батлер же наоборот пришёл к выводу, что «выделяется своей игрой Джинджер Роджерс». Он поясняет: «Не вполне естественная для этой роли (её традиционный экранный образ обычно ближе к рабочему классу, чем эта роль), она тем не менее преодолевает эту кажущуюся проблему с помощью чистой силы воли. Стальная решительность и эгоистическая сила Роджерс делают её героиню живой и запоминающейся, а её зловредность доставляет наслаждение. Эта роль наиболее выигрышна в фильме, и Роджерс справляется с ней идеально».
Вайолет ЛеВойт, считает, что «и Роджерс, и Тирни излучают профессионализм в своей игре в „Чёрной вдове“». Батлер пишет, что «Тирни задействована меньше, чем следовало бы, хотя выглядит роскошно». ЛеВойт отмечает: «Обычно считается оскорбительным сравнивать актёра с восковой фигурой, но в случае Тирни, её ровная, спокойная, по-нуаровому холодная игра в „Чёрной вдове“ является восхитительной демонстрацией её способности профессионально управлять собой».
Игра Пегги Энн Гарнер удостоилась диаметрально противоположных оценок. В то время, как Батлер считает, что она «на удивление хороша — и часто просто удивительна», Кроутер пишет: «Большой ложкой дёгтя в этой бочке мёда — или, лучше сказать, в паутине — является Пегги Энн Гарнер, которая играет маленькую южную девушку. Усилия мисс Гарнер выдать поток очарования в качестве цветущего персика покрыты тучами неестественности и притворства. А сама идея того, что она может быть алчной и безжалостной ведьмой, как это становится ясным в финале, очень мало правдоподобна. Трудно поверить и в роман, придуманный для этой девушки, в результате которого она оказывается в отвратительной ситуации, приведшей её к гибели».